# Polisen i Nederländerna

Nederlandsk polislogo

Polisen i Nederländerna är sedan 2013 en nationellt organiserad statlig polismyndighet, Nationale politie. Det finns också en mindre paramilitär poliskår, Koninklijke Marechaussee (KMar). Den nederländska marinkåren – Korps Mariniers – har därtill en särskild insatsstyrka för fredstida polisiära uppdrag. I de flesta kommuner finns också en kommunal ordningstjänst – Stadswacht – bestående av obeväpnade men uniformerade anställda och frivilliga.

## Polisen

### Organisation
Sedan 2013 utgör den nederländska polisen en enda polismyndighet, Nationale politie bestående av ett centralt och tio regionala polisorgan. 

#### Centralt polisorgan
Landelijke Eenheid består av följande organisationsenheter:

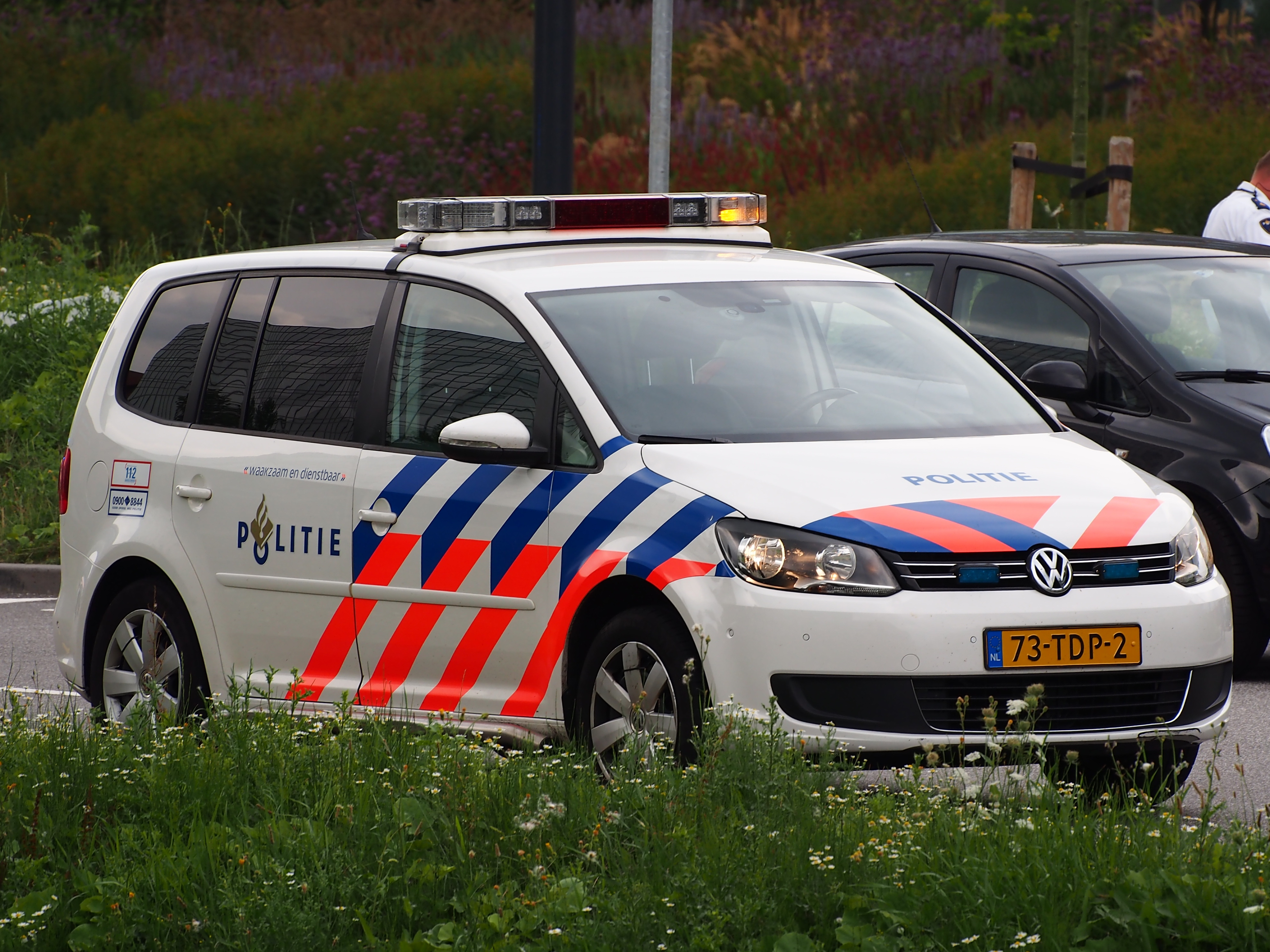
Nederländska polisens färgschema för fordon.

- Stab
- Centralt operativt centrum
- Central utredningsverksamhet
- Central informationstjänst
- Central operativ samverkan
- Planeringsavdelning

#### Regionala polisorgan
Varje regionale eenhed består av följande organisationsenheter:
- Stab
- Understöd
- Distrikt

Varje underordnat polisdistrikt består i sin tur av:
- Grundstyrkor
- Utredningsverksamhet
- Flexibel styrka

### Polisens administrativa centrum
Politiedienstencentrum understödjer verksamheten vad avser personalfrågor, fastigheter och anläggningar, budget, informationsteknologi och kommunikationer.

### Personal och utbildning
Assistent politiemedewerker = Biträdande polisman
Förkunskapskrav:
- Minst grundskola (VMBO) på grundläggande program (BBL).

Ålderskrav: minst 17 år.
Utbildning
Anställning som aspirant; utbildningen sker på betald arbetstid. Utbildningen är 18 månader och består av 12 veckors moduler med växlande teoretisk utbildning vid polisskolan och verksamhetsförlagd utbildning. Utbildningen räknas som gymnasial utbildning på yrkesprogram (MBO-2).
Politiemedewerker = Polisman
Förkunskapskrav:
- Minst grundskola (VMBO) på yrkesprogram (GL)

Ålderskrav: minst 18 år.
Utbildning
Anställning som aspirant; utbildningen äger rum på betald arbetstid. Utbildningen är treårig och består av 12 veckors moduler med växlande teoretisk och verksamhetsförlagd utbildning. Utbildningen räknas som gymnasial utbildning på yrkesprogram (MBO-3).
Allround politiemedewerker = Kvalificerad polisman
Förkunskapskrav:
- Minst grundskola (VMBO) på kombinerat (KBL) eller teoretiskt program (TL).

Ålderskrav: minst 18 år.
Utbildning
Anställning som aspirant; utbildningen sker på betald arbetstid. Utbildningen är treårig och består av 12 veckors moduler med växlande teoretisk och verksamhetsförlagd utbildning. Utbildningen räknas som gymnasial utbildning på yrkesprogram (MBO-4). För den som har genomgått gymnasium på yrkesprogram (MBO) är utbildningen 2,5 år.
Politiekundige bachelor = Polisexpert på grundnivå
Förkunskapskrav:
- Lägst gymnasium på yrkesprogram nivå 4 (MBO-4) eller teoretiskt program (HAVO).

Ålderskrav: minst 18 år.
Utbildning
Anställning som aspirant; utbildningen sker på betald arbetstid. Utbildningen är treårig och består av 12 veckors moduler med växlande teoretisk och verksamhetsförlagd utbildning. Utbildningen räknas som högskoleutbildning på grundnivå (HBO bachelor). För den som har en akademisk examen är utbildningen 2 år.
Recherchekundige master = Utredningsexpert på avancerad nivå
Förkunskapskrav:
- Lägst akademisk examen på grundnivå (HBO bachelor).

Utbildning
Anställning som aspirant; utbildningen sker på betald arbetstid. Utbildningen är treårig och leder till en akademisk examen på avancerad nivå (masterexamen). Den består av ett års teoretisk och verksamhetsförlagd pre-masterutbildning och två års masterutbildning.
Politiekundige master = Polisexpert på avancerad nivå
Förkunskapskrav:
- Lägst akademisk examen på grundnivå (HBO bachelor).

Utbildning
Tillträde till utbildningen har endast den som är anställd vid polisen som polis eller civilanställd. Utbildningen ges av polishögskolan i Apeldoorn i samarbete med Canterbury Christ Church University.Utbildningen är tvåårig och leder till en akademisk examen på avancerad nivå (masterexamen). 

### Polisens grader och gradbeteckningar
- Se: Polisens grader i Nederländerna

## Koninklijke Marechaussee
- Huvudartikel: Koninklijke Marechaussee

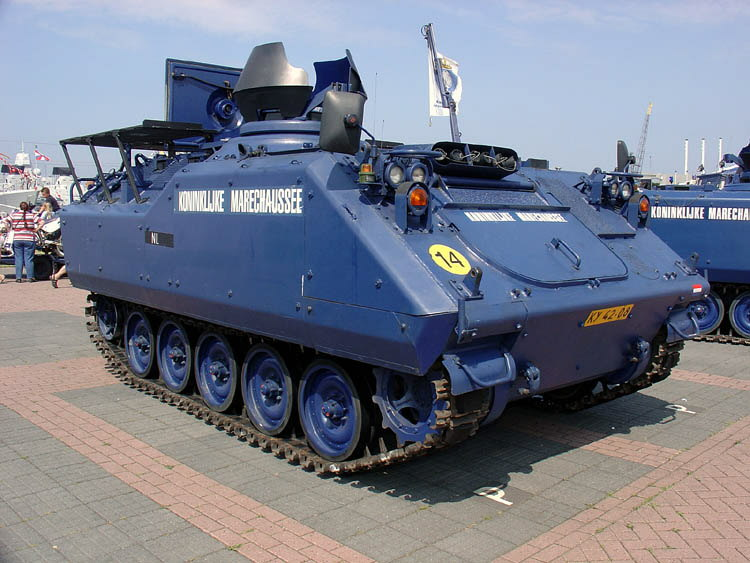
Pansarbandvagn från KMar.

Koninklijke Marechaussee (KMar), det nederländska gendarmeriet, är en paramilitär polisorganisation med en personalstyrka om 6 800 personer. KMar är den fjärde försvarsgrenen i den nederländska försvarsmakten.

### Huvuduppgifter
- Bevakning
  - Objektsbevakning
  - Högvaktstjänst
  - Personskydd
  - Bevakning av värdetransporterVolkswagen Amarok av KMar
  - Bevakning av civila flygplatser
  - Gränsbevakning
- Flygplatspolis
- Militärpolis

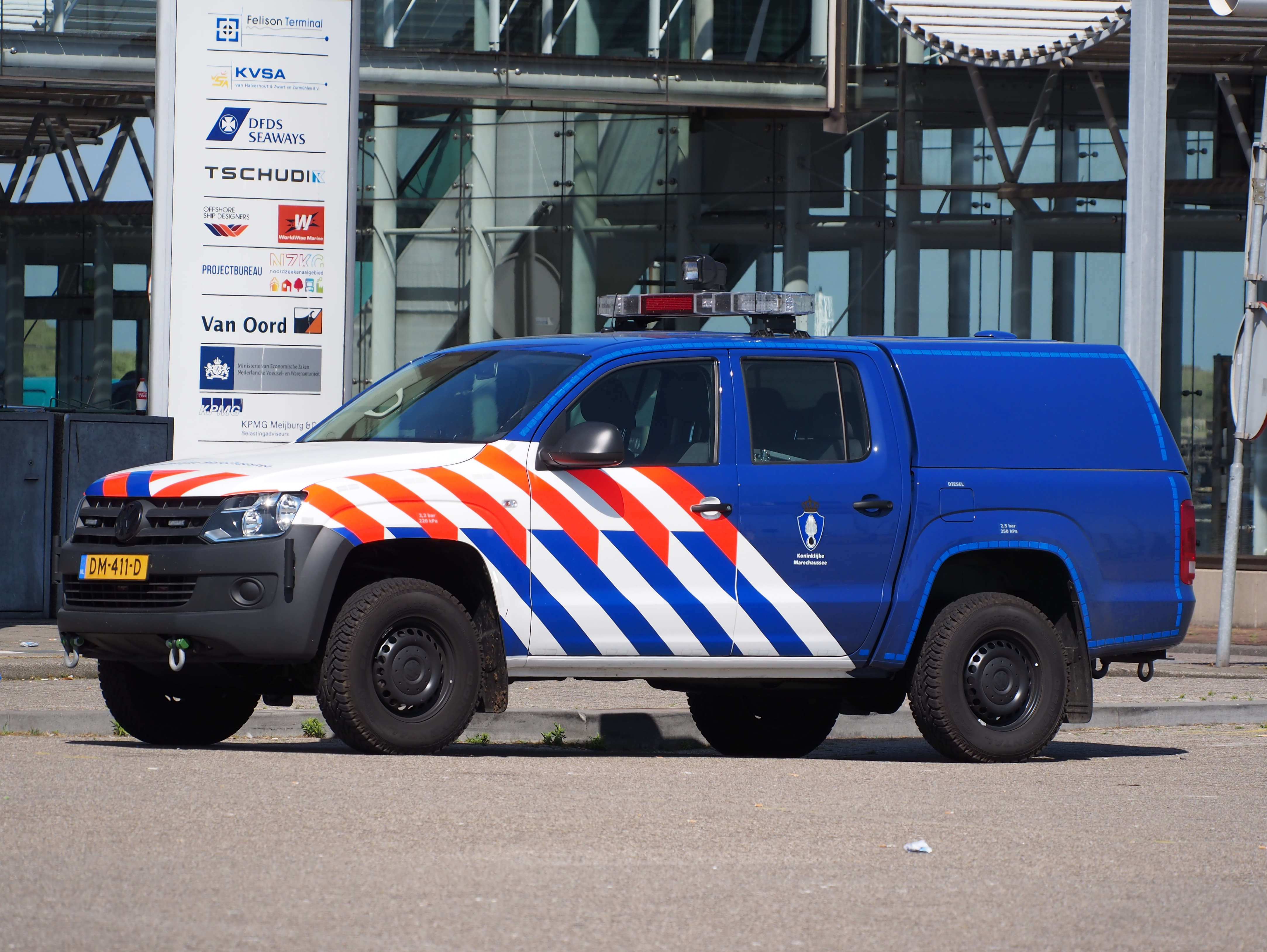
Volkswagen Amarok av KMar

- Understöd till den civila polisen, framförallt genom åtta kravallpolisplutoner.

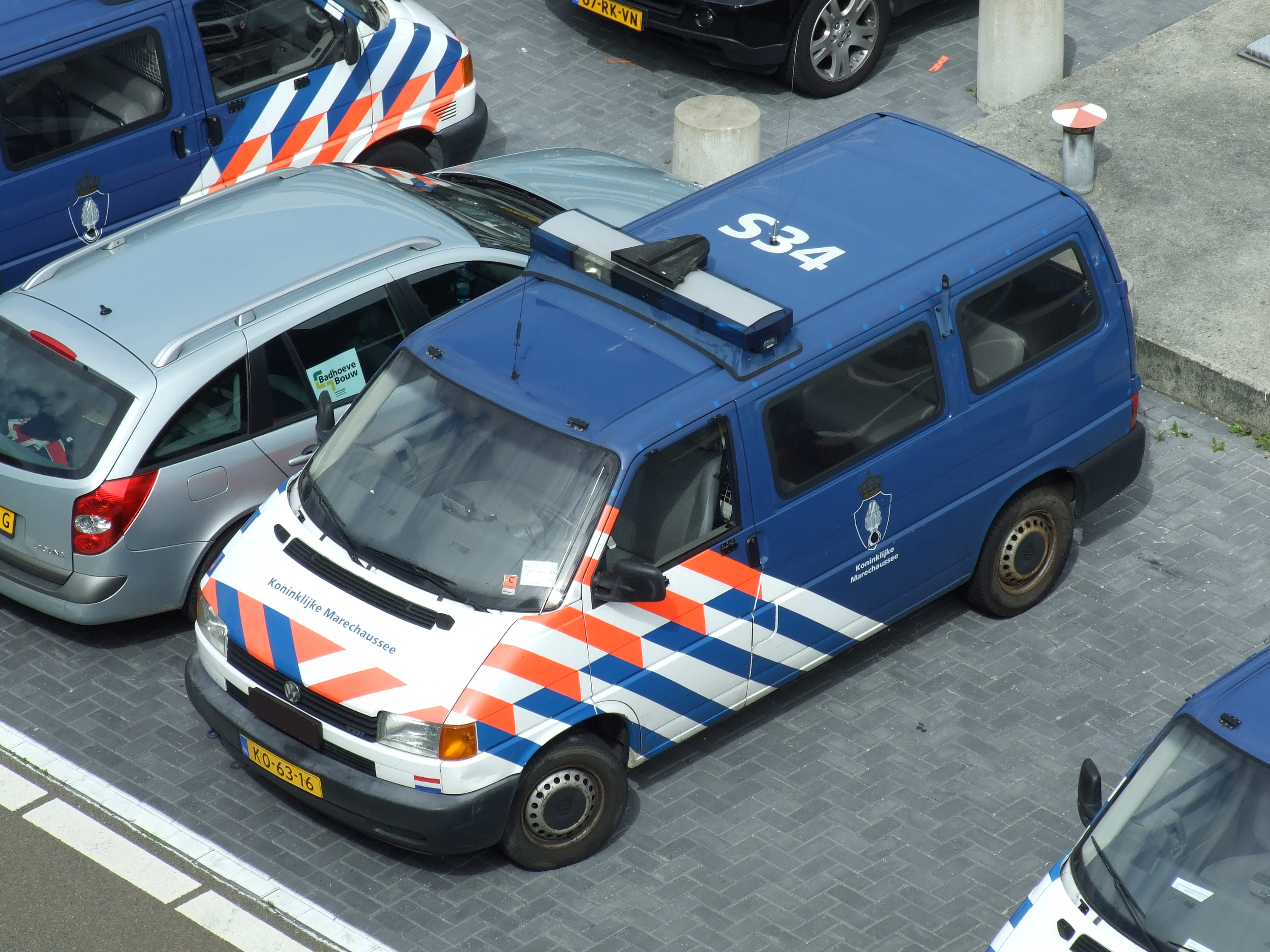
Färgschema för KMars fordon.

- Utlänningspolis
  - Gränspolis
  - Migrationspolis
  - AsylpolisFärgschema för KMars fordon.
- Utredningsverksamhet
- Internationell fredstjänstgöring

## Korps Mariniers
Den nederländska marinkåren är ett militärt truppslag med liknande uppgifter som den svenska Amfibiekåren. Men den har också en särskild insatsstyrka - Unit Interventie Mariniers (UIM) (tidigare kallad Bijzondere Bijstands Eenheid (BBE)) - som sätts in i stället för polisen vid särskilt livshotande situationer i fredstid, som kapningar, gisslantaganden och bortföranden. UIM lyder då under justitieministeriet och dess insatser samordnas av KPLD.

## Stadsvakt

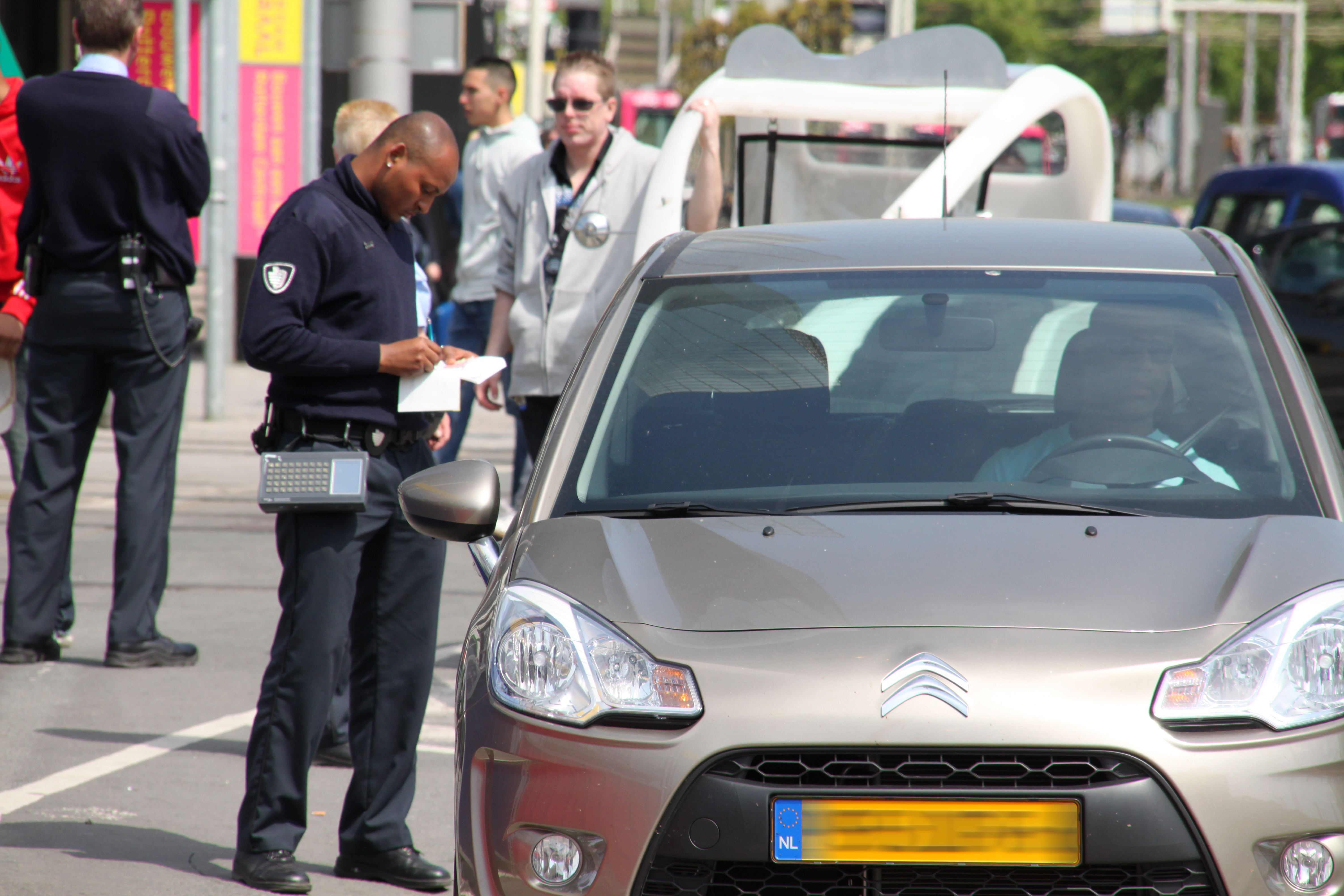
Stadsvakt i Rotterdam under parkeringsövervakning. På högra överarmen bär han tjänstemärket för BOA.

I de flesta nederländska kommuner finns en kommunal ordningstjänst - Stadswacht.
Uppdrag
- Övervaka ordning och uppförande (slagsmål, hundar, urinering, klotter) på gator, parker, stränder, järnvägsstationer och andra allmänna platser.
- Skydda medborgare och turister (ingripa vid gatubråk, borttappade barn).
- Parkeringsövervakning
- Utfärda ordningsbot för brott mot lokala ordningsföreskrifter.
- Kontroll av kommunal service (belysning, nedsmutsning med mera).

Befogenheter
En stadsvakt kan i Nederländerna ha befogenhet som  buitengewoon opsporingsambtenaar (BOA) vilket betyder att han har begränsade polisiära befogenheter. Han är därvid försedd med ett särskilt tjänstemärke.
Utrustning
Stadsvakterna är uniformerade. De kan vara utrustade med handbojor, kommunikationsradio och tjänstebil, men inga tjänstevapen.
- Bild på tjänstemärke för BOA